# オール・ザット・リメインズ
オール・ザット・リメインズ (英: All That Remains) は、アメリカ合衆国のマサチューセッツ州スプリングフィールドにて結成された5人組のヘヴィメタルバンド。

## 略歴
1998年にボーカルのフィリップ・ラボンテを中心に結成。2002年3月、デビュー・アルバム『Behind Silence And Solitude』を発表。2003年にプロデューサーにキルスウィッチ・エンゲージのアダムを迎え2ndアルバム『This Darkened Heart』をリリース。2006年末、元ダイキャスト(バンド)のジェイソン・コスタがドラマーとして新たに加入した。同年、3作目のアルバム『Fall Of Ideals』を発表。収録曲「This Calling」はホラー映画「SAW3」のエンディングにも使用され、大きな反響を与えた。2007年1月、初のUSヘッドライナーを無事終了。ヨーロッパへと名を広めていく。10月、LOUD PARK 07に出演し初来日を果たす。2008年、4枚目となるアルバム『Over Come』が発売され、アメリカのビルボード総合チャートの16位を獲得する。2009年3月、イギリスのパワーメタルバンド、ドラゴンフォースとのカップリング・ツアーの来日公演を全国7箇所で行う。
2010年10月、通算5枚目となるアルバム『For We Are Many』をリリースした。2011年3月11日、渋谷CLUB QUATROでの来日ライブが東北地方太平洋沖地震と重なってしまったが公演を果たし、翌々年2013年の同日同会場にて来日ライブ公演を行った。2015年2月、7枚目のアルバム「The Order of Things」をリリース。10月には2回目となるLOUD PARK 15に出演。
2018年10月17日、オリジナルメンバーでギタリストのオリー・ハーバートが死去したことが公表された。2019年2月、元ボーン・オブ・オシリスのジェイソン・リチャードソン (G)の加入が発表された。
2021年、アーロン・パトリックが、別バンド ベリー・ユア・デッドに専念するため脱退。

## メンバー

### 現メンバー
- フィリップ・ラボンテ (Philip Labonte) - ボーカル
- マイク・マーティン (Mike Martin) - ギター
- ジェイソン・リチャードソン (Jason Richardson) - ギター
- マット・デイズ (Matt Deis) – ベース
- アンソニー・バロン (Anthony Barone) - ドラムス

### 旧メンバー
- クリス・バートレット (Chris Bartlett) - ギター
- オリー・ハーバート (Oli Herbert) - ギター
2018年10月逝去。
- アーロン・パトリック (Aaron Patrick) - ベース
- ダン・イーガン (Dan Egan) - ベース
- ジョシュ・ヴェン (Josh Ven) - ベース
- ジーニー・セーガン (Jeanne Sagan) - ベース
- マイケル・バートレット (Michael Bartlett) - ドラムス
- シャノン・ルーカス (Shannon Lucas) - ドラムス
- ジェイソン・コスタ (Jason Costa) - ドラムス

## ディスコグラフィー

### アルバム
- Behind Silence And Solitude (2002年3月26日)
- This Darkened Heart (2004年3月23日)
- Fall Of Ideals (2006年7月17日)
- Over Come (2008年9月22日)
- For We Are Many (2010年10月12日)
- A War You Cannot Win (2012年11月6日)
- The Order of Things (2015年2月24日)
- Madness (2017年)
- Victim of the New Disease (2018年)

### DVD
- Live (2008年9月17日)